# Ángel López (football)
Pour les articles homonymes, voir Angel Lopez.
Ángel López, de son nom complet Ángel Domingo López Ruano, né le 10 mars 1981 à Las Palmas de Gran Canaria, est un footballeur espagnol avant de devenir entraîneur. Il joue au poste de défenseur droit avec l'équipe nationale espagnole.

## Biographie

### En club
Ángel López commence le football dans sa ville natale à l'âge de 17 ans en 1998 à Las Palmas. Après avoir fait sa formation pendant 3 ans il joue avec l'équipe première de Las Palmas durant deux saisons et demie pour un total de 81 matchs pour un but.
Le 23 septembre 2000, à l'âge de 19 ans il débute en Liga contre Real Valladolid (1-1) en entrant à la 72e minute à la place de son compatriote Veza Paqui. Dès sa première année en professionnel, il est titulaire au sein de la défense de Las Palmas durant deux saisons et demie puis quitte le club.
Lors du mercato d'hiver 2003 il est transféré dans le club du Celta Vigo. Il quitte donc Las Palmas et la Segundo Adelante pour rebondir dans un club de première division espagnol. Il est rapidement titulaire à Vigo et découvre dès sa deuxième saison la Coupe d'Europe en atteignant les huitièmes de finale de la Ligue des champions, après avoir joué le tour qualificatif, il joue son premier match européen le 16 septembre 2003 contre le FC Bruges (1-1) en entrant à la 78e minute à la place de son compatriote Juan Velasco Damas. Après cinq saisons pleine, il décide de quitter le Celta Vigo qui joue alors en deuxième division.
En août 2007, il signe dans le club de Villarreal CF pour une somme de 5 millions d'euros dans un club qui joue chaque année la coupe d'Europe. Ángel accumule de l'expérience au plus haut niveau même si son temps de jeu est inférieur par rapport à celui de Vigo ou Las Palmas. Il était en concurrence direct avec Javi Venta.
Fin août 2012, il signe en faveur du Betis Séville pour une saison plus une en option.

### En sélection nationale
Ángel López est appelé le 10 novembre 2001 en sélection espoirs contre le Portugal (2-1), il joue au total 8 matchs avec la sélection espoirs.
Le 15 novembre 2006, il honore sa première sélection avec l'Espagne contre la Roumanie en étant titulaire. Il dispute au total 4 matchs amicaux et un match qualificatif pour l'Euro avec la sélection espagnole.

## Palmarès
| - Celta Vigo - Deuxième division espagnole - Vice-champion : 2005. | - Villarreal CF - Championnat d'Espagne - Vice-champion : 2008. |

## Carrière
| Saison      | Club          | Pays          | Championnat         | Coupe nationale | Coupe continentale    | Sélection Espagne |
| ----------- | ------------- | ------------- | ------------------- | --------------- | --------------------- | ----------------- |
| 2000-2001   | UD Las Palmas | Liga BBVA     | 32 matchs           | -               | -                     | -                 |
| 2001-2002   | UD Las Palmas | Liga BBVA     | 32 matchs           | -               | -                     | -                 |
| 2002 - 2003 | UD Las Palmas | Liga Adelante | 17 matchs / 1 match | -               | -                     | -                 |
| 2002 - 2003 | Celta Vigo    | Liga BBVA     | 15 matchs           | -               | -                     | -                 |
| 2003-2004   | Celta Vigo    | Liga BBVA     | 31 matchs           | 2 matchs        | 9 matchs (C1)         | -                 |
| 2004-2005   | Celta Vigo    | Liga Adelante | 41 matchs / 2 buts  | -               | -                     | -                 |
| 2005-2006   | Celta Vigo    | Liga BBVA     | 37 matchs / 2 buts  | 2 matchs        | -                     | -                 |
| 2006-2007   | Celta Vigo    | Liga BBVA     | 35 matchs / 2 buts  | 1 match         | 9 matchs (C3)         | 3 matchs          |
| 2007-2008   | Villarreal CF | Liga BBVA     | 20 matchs           | 5 matchs        | 7 matchs / 1 but (C3) | 2 matchs          |
| 2008-2009   | Villarreal CF | Liga BBVA     | 21 matchs           | 1 match         | 8 matchs (C1)         | -                 |
| 2009-2010   | Villarreal CF | Liga BBVA     | 24 matchs / 1 but   | 4 matchs        | 9 matchs (C3)         | -                 |
| 2010-2011   | Villarreal CF | Liga BBVA     | 18 matchs           | 2 matchs        | 6 matchs (C3)         | -                 |
| 2011-2012   | Villarreal CF | Liga BBVA     | 21 matchs / 1 but   | 1 match         | 3 matchs (C3)         | -                 |
| 2012-2013   | Betis Séville | Liga BBVA     | 11 matchs / 1 but   | 4 matchs        | -                     | -                 |
| 2013-2014   | UD Las Palmas | Liga Adelante | -                   | -               | -                     | -                 |

Dernière mise à jour le 18 juillet 2013